# William Cave-Brown
William Cave-Brown, britanski general, * 1884, † 1967.